# Bruise Pristine
Bruise Pristine to pierwszy w historii singel zespołu rocka alternatywnego Placebo. Podczas pierwszej edycji w 1995 singel nie wszedł na listę przebojów. Ponownie wydany w 1997 roku osiągnął 14. miejsce w Wielkiej Brytanii. 

## Spis utworów
CD1
1. "Bruise Pristine" (Radio edit)
2. "Then the Clouds Will Open for Me"
3. "Bruise Pristine" (1" Punch mix)

CD2
1. "Bruise Pristine" (Radio edit)
2. "Waiting for the Son of Man"
3. "Bruise Pristine" (Lionrock mix)